# Celtic Woman
Селтик воман (ир. Celtic Woman) женски Ирски музички ансамбл који је основао Дејвид Каванах, Шерон Бровни и Дејвид Даунс, бивши музички директор Ирског плесног шоуа Riverdance. 2004. довео је у групу пет ирских женских музичара који нису раније наступали заједно: вокале Клои Агнев, Орлу Фалон, Лису Кели и Мев Ни Мхаолчата, а виолинисту Мерид Несбит, и обликовао их у првој поставу групе под називом Селтик воман. Даунс изабрао репертоар који се простирао од традиционалних келтских мелодија до савремених песама.
Постава се током година мењала:  2009. години, група се састојала од Клои Агнев, Лин Хилари, Лисе Кели, Алек Шарпе и виолинисте Мерид Несбит; Алекс Шарп је напустила групу у мају 2010. До сада су објавили осам албума:  и Celtic Woman: Destiny. Група је имала низ светских турнеја. Кумулативно, албуми би Селтик воман су продат у преко 9 милиона примерака широм света.
Темељ популарности Келтске музике изван Ирске и Европе саграђена је додиром са успешним уметницима као што су Ениа, Моја Бренан и Кланад, заједно са плесачким трупама Riverdance и  Lord of the Dance. Селтик воман је описан као "Riverdance са гласом.".